# Paddy McNair
Patrick James Coleman "Paddy" McNair (nascut el 27 d'abril de 1995) és un jugador professional de futbol d'Irlanda del Nord que juga com a defensa central per al Manchester United FC i la selecció de futbol d'Irlanda del Nord.